# NGC 705
NGC 705 (również PGC 6958 lub UGC 1345) – galaktyka spiralna (S0-a), znajdująca się w gwiazdozbiorze Andromedy. Odkrył ją William Herschel 21 września 1786 roku. Należy do gromady galaktyk Abell 262.